# Ordinary World
Ordinary World is een nummer van de Britse popgroep Duran Duran. Het is de eerste single van hun zevende studioalbum uit 1993, dat dezelfde naam draagt als de band. Op 19 december 1992 werd het nummer op single uitgebracht. 
De single werd de laatste grote wereldhit die Duran Duran had. In thuisland het Verenigd Koninkrijk behaalde de single de 6e positie in de UK Singles Chart, in de Nederlandse Top 40 werd een 14e plek behaald en in de Vlaamse Radio 2 Top 30 wist het een 20e positie te behalen.

## NPO Radio 2 Top 2000
| Nummer met noteringen in de NPO Radio 2 Top 2000 | '07  | '08 | '09  | '10  | '11 | '12 | '13 | '14 | '15 | '16 | '17 | '18  | '19 | '20 | '21 | '22 | '23 | '24 |
| ------------------------------------------------ | ---- | --- | ---- | ---- | --- | --- | --- | --- | --- | --- | --- | ---- | --- | --- | --- | --- | --- | --- |
| Ordinary World                                   | 1004 | -   | 1169 | 1062 | 990 | 996 | 730 | 851 | 705 | 892 | 832 | 1000 | 938 | 934 | 874 | 802 | 764 | 719 |

1. ↑  Een '-' betekent dat het nummer niet was genoteerd en een vetgedrukt getal geeft de hoogste notering aan.
2. ↑  2007 was het eerste jaar met een notering voor dit nummer.